# Jean-Jacques Kretzschmar
Jean-Jacques Kretzschmar (Lilla, 11 gennaio 1925 – Dreux, 3 gennaio 1985) è stato un calciatore francese, di ruolo attaccante.

## Biografia
Era figlio di Henri Kretzschmar, imprenditore e già cestista, nonché primo vicepresidente del Lilla.

## Carriera
Ha totalizzato 131 presenze e 66 gol nella massima serie francese, prevalentemente con la maglia del Roubaix-Tourcoing, di cui detiene tuttora il record di miglior cannoniere in massima divisione.
In precedenza, si era già segnalato per essere stato il primo calciatore ad aver segnato in campionato con la maglia del Lilla.

## Palmarès
- Campionato francese: 2

Lilla: 1945-1946
Roubaix-Tourcoing: 1946-1947